# 馬克·弗萊肯
馬克·弗萊肯（荷蘭語：Mark Flekken；1993年6月13日—），荷蘭足球運動員，司職守門員，現效力於德甲球會利華古遜。代表荷蘭國家足球隊參加國際比賽。

## 俱樂部生涯
出生於德國荷蘭邊境凱爾克拉德的弗萊肯，在結束青年足球生涯後，從德丙聯賽開始了自己的職業生涯，隨後被格雷特霍夫引進為替補門將，繼續自己的德甲生涯。轉會杜伊斯堡後，弗萊肯終於展現了自己的實力，首賽季便以15場零封的表現幫助球隊獲得聯賽第3名。第二賽季，雖然球隊排名下降至第7，但是弗萊肯也完成了9次零封。
2019年夏天，弗赖堡最終簽下了他。可是剛剛加盟球隊的他就因為肘部重傷缺席了2019/20賽季的所有比賽。直至上賽季末最後三場，弗萊肯才獲得首發機會，在2-2戰平創紀錄的拜仁慕尼黑，弗萊肯的表現讓球隊直接決定放亞歷山大·施沃洛去柏林赫塔。
2021/22賽季，弗萊肯在7場比賽完成3場零封，高達 83%的撲救成功率更是在德甲排名第1。其中對陣美因茨的比賽中的撲救更是獲得了8月最佳撲救。
2023年5月31日，弗莱肯签约加盟英超俱乐部賓福特，转会费为1100万英镑。

## 榮譽
杜伊斯堡
- 德國足球丙級聯賽冠軍：2016–17
- 下萊茵盃冠軍：2016–17

 弗赖堡二队
- 德國足球西南地區聯賽冠軍：2020–21

### 個人
- 英超月度最佳撲救：2024年2月[5]

## 外部連結
- Soccerway資料庫：馬克·弗萊肯